# Lineair tijdinvariant discreet systeem
Een lineair tijdinvariant discreet systeem, kortweg LTD-systeem, is de digitale of discrete tegenhanger van een lineair tijdinvariant continu systeem (LTC-systeem).  De verzamelnaam voor beide is lineair tijdinvariant systeem.
Een LTD-systeem verwerkt een of meer digitale ingangssignalen (excitaties genoemd) tot een of meer uitgangssignalen (responsen of responsies genoemd), en dit op een lineaire manier. Dit wil zeggen dat een lineaire combinatie van excitaties wordt omgezet in dezelfde lineaire combinatie van de afzonderlijke responsen. Tijdinvariantie betekent dat, indien de excitaties in de tijd worden verschoven, de responsen ongewijzigd blijven, behalve dat ze over een gelijk tijdsinterval worden verschoven als de excitaties. Een digitaal signaal bestaat uit een reeks opeenvolgende getallen, die men samples noemt. LTD-systemen worden toegepast in digitale signaalverwerking, onder andere bij digitale filters en digitale regelaars.

## Differentievergelijking
Een LTD-systeem met één excitatie x[n] en één respons y[n] kan beschreven worden door een lineaire differentievergelijking van de vorm:
{\displaystyle y[n]=\sum _{k=0}^{N}a_{k}\,x[n-k]+\sum _{i=1}^{M}b_{i}\,y[n-i]}
In het rechterlid staat:
- steeds een lineaire combinatie van een aantal samples van het excitatiesignaal. Deze samples kunnen de actuele sample {\displaystyle x[n]} zijn, en/of een aantal vorige samples.
- eventueel ook nog een lineaire combinatie van een aantal reeds berekende samples van het responssignaal, dus samples {\displaystyle y[n-1]} en/of vorige.

Het feit dat dit in beide gevallen lineaire combinaties zijn garandeert de lineariteit van het systeem. Het feit dat de coëfficiënten van de lineaire combinaties niet van de parameter {\displaystyle n} afhangen, en dus niet van de tijd, garandeert de tijdinvariantie.

## Soorten systemen
Bovenstaand onderscheid suggereert een opdeling in:
- Niet-recursief LTD-systeem: hierbij is de uitgangssample {\displaystyle y[n]} alleen een functie van de excitatie. De tweede sommatie in de bovenstaande differentievergelijking valt dus weg.
- Recursief LTD-systeem: hierbij bevat de differentievergelijking wel beide sommaties

In de praktijk wordt een andere opdeling gebruikt die praktisch op hetzelfde neerkomt. Deze opdeling is gebaseerd op de aard van de respons op een digitale diracpuls:
{\displaystyle \delta [n]={\begin{cases}1&{\text{als}}&n=0\\0&{\text{als}}&n\neq 0\end{cases}}}
De respons op dit excitatiesignaal, de impulsrespons kan al dan niet eindig zijn in lengte. Men onderscheidt dus:
- FIR-systeem: Finite Impulse Response-systeem. In dit geval is de impulsrespons eindig
- IIR-systeem: Infinite Impulse Response-systeem. In dit geval is de impulsrespons oneindig

Doorgaans worden de twee opdelingen als perfect met elkaar overeenstemmend beschouwd waarbij FIR-systemen als niet-recursief worden beschouwd, en IIR-systemen als recursief. In dit artikel zal deze gewoonte worden aangehouden, hoewel het wiskundig mogelijk is IIR-systemen te maken die wel een eindige impulsrespons hebben.

## De impulsrespons en de systeemfunctie
Indien de differentievergelijking van een LTD-systeem wordt geëxciteerd met een digitale diracpuls is de bijhorende respons per definitie de impulsrespons {\displaystyle h[n]}. De systeemfunctie is dan per definitie de z-getransformeerde van de impulsrespons. Men kan deze twee bewerkingen ook omwisselen: Men z-transformeert eerst de differentievergelijking en vervangt vervolgens de z-getransformeerde {\displaystyle X(z)} van de excitatie vervangt door 1, de z-getransformeerde van een digitale diracpuls). Hierdoor wordt de z-getransformeerde {\displaystyle Y(z)} van de excitatie automatisch de gevraagde systeemfunctie {\displaystyle H(z)}.
Voor een FIR-systeem wordt dit:
{\displaystyle H_{\text{FIR}}(z)=\sum _{k=0}^{N}a_{k}\,z^{-k}}
of anders geschreven:
{\displaystyle H_{\text{FIR}}(z)={\frac {\sum _{k=0}^{N}a_{k}\,z^{N-k}}{z^{N}}}}
Dit toont aan dat het FIR-systeem {\displaystyle N} nullen heeft, de oplossingen van de teller. Verder zijn er ook {\displaystyle N} polen, de oplossingen van de noemer, die allemaal in {\displaystyle z=0} liggen. Om stabiliteitsredenen moeten de polen binnen de eenheidscirkel in het complexe vlak liggen. Bij een FIR-systeem is dit steeds voldaan zodat een FIR-systeem steeds stabiel is.
Voor een IIR-systeem wordt de systeemfunctie:
{\displaystyle H_{\text{IIR}}(z)={\frac {\sum _{k=0}^{N}a_{k}\,z^{-k}}{1-\sum _{i=1}^{M}b_{i}\,z^{-i}}}}
of anders geschreven:
{\displaystyle H_{\text{IIR}}(z)=z^{M-N}{\frac {\sum _{k=0}^{N}a_{k}\,z^{N-k}}{z^{M}-\sum _{i=1}^{M}b_{i}\,z^{M-i}}}}
In dit geval heeft het systeem opnieuw evenveel polen als nullen, maar liggen de polen niet noodzakelijk binnen de eenheidscirkel. De recursieve coëfficiënten {\displaystyle b_{k}} moeten dus zodanig bepaald worden dat dit wel het geval is.

## De frequentierespons
De frequentierespons van een digitaal systeem ontstaat door de complexe variabele {\displaystyle z} van de systeemfunctie te beperken tot de eenheidscirkel. Dit is het digitale equivalent van wat men bij analoge systemen doet: daar wordt de complexe variabele {\displaystyle s} van de laplacetransformatie beperkt tot de imaginaire as, om toegang te krijgen tot de reële frequenties. De frequentierespons van een FIR-systeem wordt dus:
{\displaystyle H_{\text{FIR}}(\theta )=\sum _{k=0}^{N}a_{k}\,e^{-jk\theta }}
waarbij de frequentievariabele {\displaystyle \theta } is. Dit is een genormaliseerde frequentievariabele die het interval {\displaystyle [-\pi ,\pi ]} doorloopt. Fysisch stemt dit interval overeen met een reëel frequentiebereik in het interval {\displaystyle [-f/2,f/2]}, waarin {\displaystyle f} de bemonsteringsfrequentie van de signalen is. Nullen op de eenheidscirkel hebben dus tot gevolg dat een reële frequentie volledig wordt onderdrukt. Een pool op de eenheidscirkel zou betekenen dat een reële frequentie oneindig wordt versterkt. De absolute waarde van de frequentierespons heet de amplituderespons, de complexe hoek of argument de faserespons.

## Lineaire fase
Bij een FIR-systeem kan een lineaire faserespons verkregen worden, indien de rij filtercoëfficiënten {\displaystyle [a_{0},\ldots ,a_{N}]} ongewijzigd blijft indien men ze achterstevoren leest. Dus moet voor alle {\displaystyle j=0,\ldots ,N}:
{\displaystyle a_{j}=a_{N-j}}
Een ander gevolg en tevens voorwaarde voor een lineaire fase is de onderlinge ligging van de nullen. Voor elke (complexe) nul op afstand {\displaystyle R} van oorsprong moet er een andere nul op de gespiegelde positie liggen, dus op een afstand {\displaystyle 1/R} van de oorsprong, onder dezelfde complexe hoek. Een nul op de eenheidscirkel voldoet hier automatisch aan, en is zijn eigen gereflecteerd punt. Bij een IIR-systeem is een perfect lineaire fase niet mogelijk.

## Voorbeelden

### Een FIR systeem

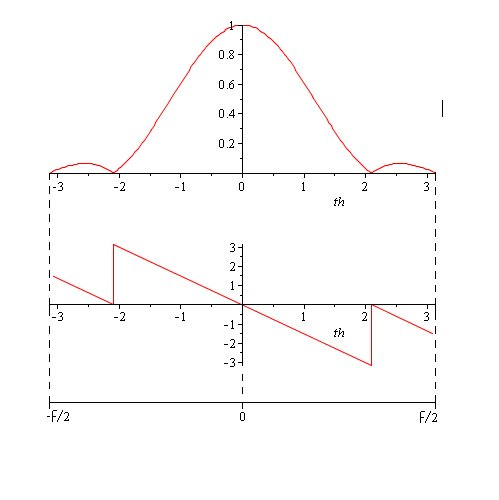
Amplitude en faserespons van het FIR-voorbeeld. De frequentieas op beide figuren is de gereduceerde frequente thèta. Onderaan staat de reële as in hertz.

Een eenvoudig FIR-systeem is bijvoorbeeld:
{\displaystyle y[n]={\tfrac {1}{6}}(x[n]+2x[n-1]+2x[n-2]+x[n-3])}
Dit is een voorbeeld van een zogenaamde averager, een systeem dat een gemiddelde berekent. In dit geval is de {\displaystyle n}-de sample van de respons een gewogen gemiddelde van de {\displaystyle n}-de sample van de input en zijn drie voorgangers. De impulsrespons is:
{\displaystyle h[n=0,1,...]={\tfrac {1}{6}},\,{\tfrac {1}{3}},\,{\tfrac {1}{3}},\,{\tfrac {1}{6}},\,0,\,0,\ldots }
Zoals verwacht heeft de impulsrespons een eindige lengte, en zijn de samples van de impulsrespons gewoon de filtercoëfficiënten.
De systeemfunctie is:
{\displaystyle H(z)={\frac {1+2z+2z^{2}+z^{3}}{6z^{3}}}}
De drie polen liggen in de oorsprong{\displaystyle z=0}, en de drie nullen zijn {\displaystyle -1,\,e^{2j\pi /3}} en {\displaystyle e^{-2j\pi /3}}. Deze liggen alle drie op de eenheidscirkel, en stemmen overeen met de helft van de bemonsteringsfrequentie, en met plus en min een derde van de bemonsteringsfrequentie. De nevenstaande figuur toont de amplituderespons, die voor hogere frequentie klein wordt. Dit is steeds het geval bij een averager want die middelt snelle veranderingen uit. De faserespons is lineair, gezien de waarden van de filtercoëfficiënten [1/6,1/3,1/3,1/6] voldoen aan de eis voor lineaire fase.

### Een IIR-systeem
De differentievergelijking:
{\displaystyle y[n]={\tfrac {1}{2}}x[n]+{\tfrac {1}{2}}y[n-1]}
is een eerste orde IIR-systeem.
De impulsrespons is:
{\displaystyle h[n=0,1,...]={\tfrac {1}{2}},\,{\tfrac {1}{4}},\,{\tfrac {1}{8}},\ldots ,{\frac {1}{2^{n+1}}}\ldots }
De systeemfunctie is:
{\displaystyle H(z)={\frac {1}{2-z^{-1}}}={\frac {z}{2z-1}}}
Dit systeem heeft een nul in de oorsprong, en een pool in {\displaystyle z=1/2}. Het is ook een milde averager. Een constant signaal zal met gelijke waarde worden doorgelaten, want de frequentierespons op frequentie gelijk aan nul is gelijk aan 1. Hoogfrequentie schommelingen worden gedeeltelijk onderdrukt. Ter hoogte van de helft van de bemonsteringsfrequentie is de doorlating van de amplituderespons nog 1/3.